# 2,4-dichlooraniline
2,4-dichlooraniline is een toxisch chloorderivaat van aniline met als brutoformule C6H5Cl2N. De stof komt voor als kleurloze kristallen met een kenmerkende geur.

## Toxicologie en veiligheid
De stof ontleedt bij een temperatuur van 370°C en bij verbranding met vorming van giftige dampen, waaronder stikstofoxiden en waterstofchloride.